# 재프랑스 한국인
재프랑스 한국인(프랑스어: diaspora coréenne en France)은 프랑스에 거주하고 있는 한인들이다.

## 역사
한국인의 프랑스 이민은 1919년 프랑스 정부가 한인 이주 노동자 35명에게 노동 허가를 발급하면서 시작됐다. 1988년 3,310명에 불과했던 공동체에서 그 수는 2000년까지 3배 이상 증가했고, 2007년까지 30% 더 증가했다. 이후 2009년부터 2011년까지 인구는 14% 감소했다.
대다수는 파리에 살고 있으며, 2011년 데이터에 따르면 약 2/3가 10년 전의 4/5에 비해 15구에 가장 많이 집중되어 있다. 남성보다 여성이 두 배 이상 많으며, 인구는 10년 전과 비교하여 성별 불균형이 더 심해졌다.
미국이나 캐나다와 달리 프랑스 시민으로 귀화 하려는 한인은 거의 없으며, 대한민국 국민 또는 프랑스 내 과거 국민 중 프랑스 시민권자는 786명(6%), 영주권자는 2,268명(18%), 유학생은 6,325명(50%), 나머지 3,305명(26%)이다.
한국 국외 거주자 외에도 한국에서 프랑스 가정으로 입양된 3세에서 9세 사이의 아들과 북한이탈주민의 수도 증가하고 있다.